# Transport kolejowy w Czechach

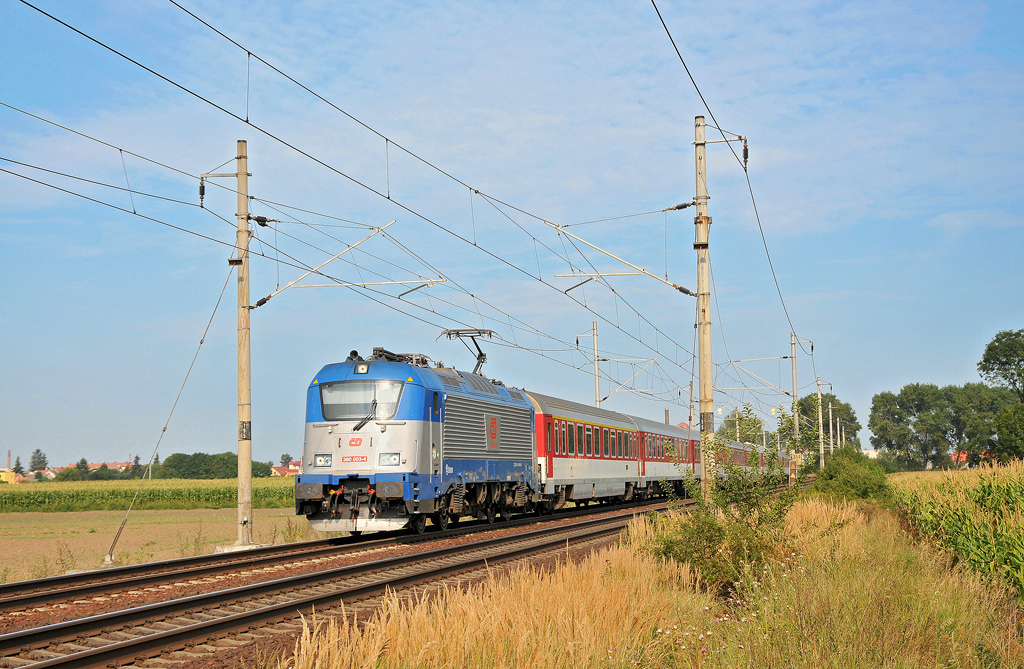
Lokomotywa Škoda 109E z pociągiem ekspresowym niedaleko Velimia

Transport kolejowy w Czechach – system transportu kolejowego działający na terenie Republiki Czeskiej.

## Historia
Początki kolei na terenie Czech sięgają pierwszej połowy XIX w., kiedy na tym terenie władze sprawowały Austro-Węgry. W 1832 r. otwarto pierwszą w Europie linię kolei konnej, łączącą Czeskie Budziejowice z Linzem. W 1839 r. uruchomiono natomiast pierwszą linię z trakcją parową na tych terenach – Kolej Północną łączącą Wiedeń z Brzecławiem i później dalej z Krakowem.
W 1919 r., rok po utworzeniu niepodległej Czechosłowacji, powstały Czechosłowackie Koleje Państwowe. Przejęły one 3424 lokomotywy i całą sieć kolejową na terenie Czechosłowacji. Sieć była jednak mocno zróżnicowana – zachód kraju, skomunikowany z Wiedniem i Budapesztem, miał dużo bardziej rozwiniętą sieć kolejową niż wschód.
Od 1939 do 1945 r. kolej na terenie Protektoratu Czech i Moraw należała do przedsiębiorstwa Českomoravské dráhy. Po wojnie ponownie wróciła do reaktywowanych kolei czechosłowackich, w których rękach pozostała aż do rozpadu Czechosłowacji w 1993 r. Od tego czasu państwowym przewoźnikiem kolejowym w Czechach są České dráhy, natomiast sieć na Słowacji przejęły Železnice Slovenskej republiky.

Schemat linii kolejowych na terenie Czech

## Infrastruktura
Największym zarządcą infrastruktury kolejowej na terenie Czech jest państwowe przedsiębiorstwo Správa železnic. Według stanu na 2017 r. na terenie Czech było 9408 km linii kolejowych, z czego 1970 km dwu- lub wielotorowych, a 3218 km zelektryfikowanych. Większość sieci kolejowej była normalnotorowa (rozstaw szyn 1435 mm). W Czechach obowiązują dwa systemy napięcia: 3 kV DC w północno-wschodniej części kraju i 25 kV 50 Hz AC w części południowo-zachodniej. W Czechach głównym systemem bezpieczeństwa jest Liniový systém (LS), zastępowany stopniowo na głównych liniach kolejowych przez ETCS stopnia 2.

## Sieć kolejowa
W Czechach w 2023 r. łącznie 9349 km linii kolejowych należało do państwa, a ponad 100 km kolei regionalnych należało do innych właścicieli. Sumy te nie obejmują bocznic, torów badawczych Instytutu Kolejnictwa koło Velimi (w sumie niecałe 20 km) i praskiego metra , które ma status kolei specjalnej. Za tramwaje, koleje linowe lub koleje niepodlegające ustawie o kolejach nie uważa się kolei w rozumieniu czeskiej ustawy o kolejach, np. kolei górniczych i przemysłowych (w tym kolei normalnotorowych).
Jako kolejkę wąskotorową zbudowano jedynie linię kolejową Tanvald – Harrachov, dziś układ wąskotorowy nie jest już używany w transporcie regularnym (wykorzystywany jest jedynie do okolicznościowych kursów zabytkowych pociągów – dostarczonych przez Towarzystwo Kolejowe Tanvald). Obecnie wszystkie czeskie linie kolejowe mają standardowy rozstaw torów 1435 mm, z wyjątkiem lokalnych linii kolejowych Jindřichohradecké (79 km) i kolei pasażerskiej Zarządu Kolei (20 km). Maksymalna prędkość na czeskich torach wynosi 160 km/h (2020 r.) (na torze kolejowym w pobliżu Velimi maksymalna dozwolona prędkość wynosi 230 km/h).

### Struktura torów[9]
- kolej jednotorowa – 7279 km torów Zarządu Kolei i wszystkich torów innych właścicieli
- dwutorowa – 2005 km
- wielotorowa – 65 km
- zelektryfikowanych – 3258 km
- łącznie – 9349 km

## Przewozy

### Przewozy towarowe

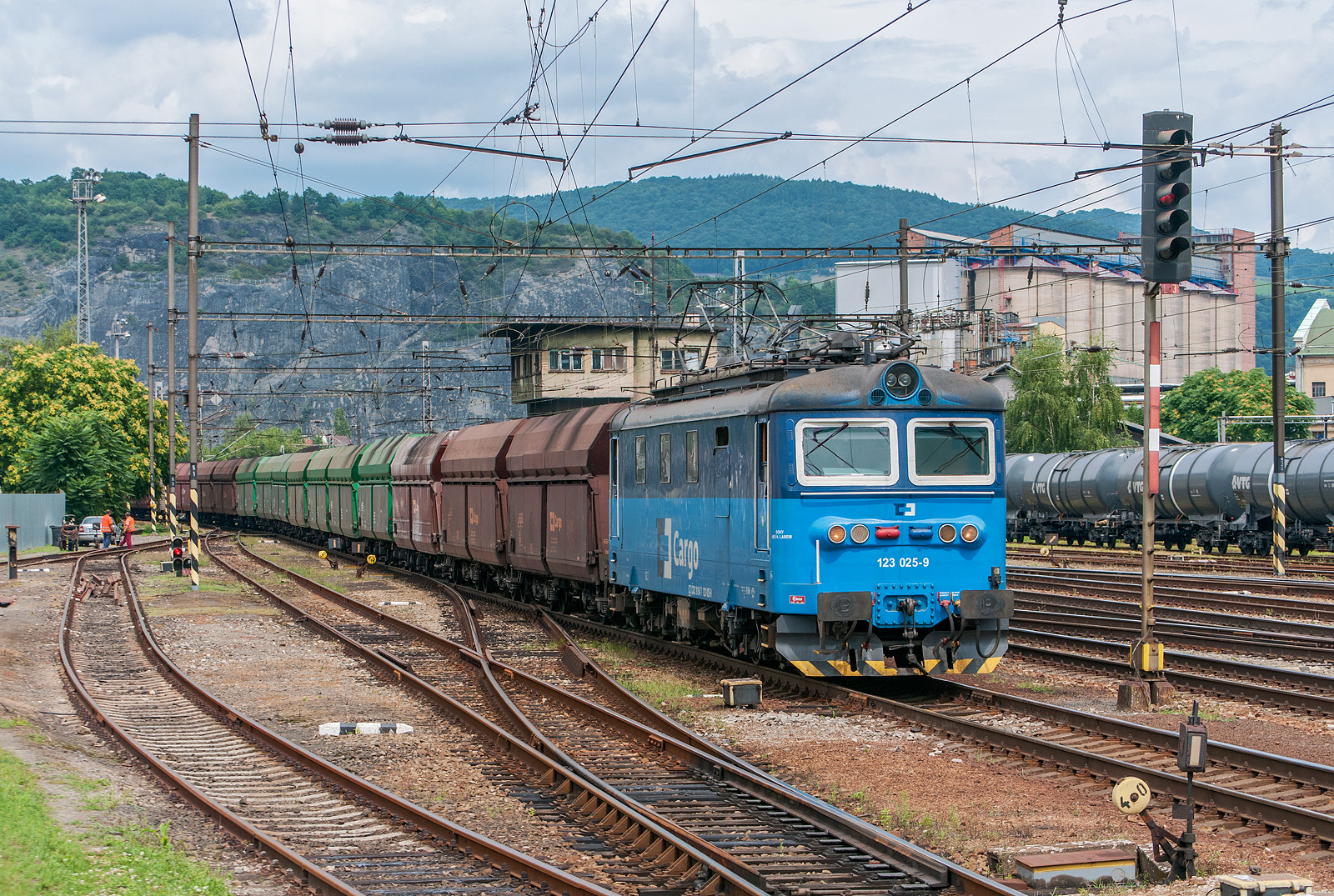
Pociąg towarowy ČD Cargo

Największym przewoźnikiem towarowym na terenie Czech jest spółka ČD Cargo należąca do kolei państwowych. Ponadto na rynku czeskim działają m.in. przedsiębiorstwa PKP Cargo International, BF Logistics, Railway Capital, Orlen Unipetrol Doprava, a także przewoźnicy zagraniczni. W 2017 r. miała ona udział w rynku wynoszący 68,5%. W tym roku łączna praca przewozowa przez wszystkich przewoźników wyniosła 15 843 mln tkm.

### Przewozy pasażerskie
Za transport dalekobieżny na terenie Czech odpowiada Ministerstwo Transportu, które powierza przewozy spółce České dráhy lub przewoźnikom prywatnym. Wszystkie przewozy dalekobieżne są dotowane w wysokości ok. 4 mld koron rocznie, z wyjątkiem połączeń na trasie Praga – Ostrawa, gdzie ministerstwo zadecydowało o niedotowaniu połączeń. Przyniosło to efekty w postaci większej konkurencji na trasie, niższych cen biletów oraz większej liczby pasażerów. Na trasach międzynarodowych w Czechach, oprócz ČD, operują Leo Express oraz RegioJet. ČD oferują połączenia dalekobieżne następujących kategorii: Railjet (na trasie z Pragi do Austrii), EuroCity i EuroNight (na pozostałych trasach międzynarodowych), SuperCity Pendolino (obsługiwane składami serii 680), InterCity oraz pospieszny express i pospieszny (cz. Rychlík Express i Rychlík).
Przewozy regionalne organizują na terenie Czech poszczególne kraje. W każdym z nich wyłaniany jest operator na tych liniach. Przewozy regionalne na terenie Czech obsługują takie spółki jak m.in. České dráhy, RailJet, Leo Express, GW Train Regio czy też Arriva Vlaky.
W 2017 r. kolej na terenie Czech przewiozła 182,7 mln pasażerów i odnotowała tym samym wzrost o 2,2% w stosunku do roku poprzedniego. Zdecydowaną większość, 174,7 mln przewiozły pociągi ČD.